# وسطانية الثانية (دار خوين)
وسطانية الثانية (بالفارسية: وسطانیه دو) هي منطقة سكنية تقع في إيران في قسم دار خوين الريفي. يقدر عدد سكانها بـ 343 نسمة بحسب إحصاء 2016.